# Erin Kelly

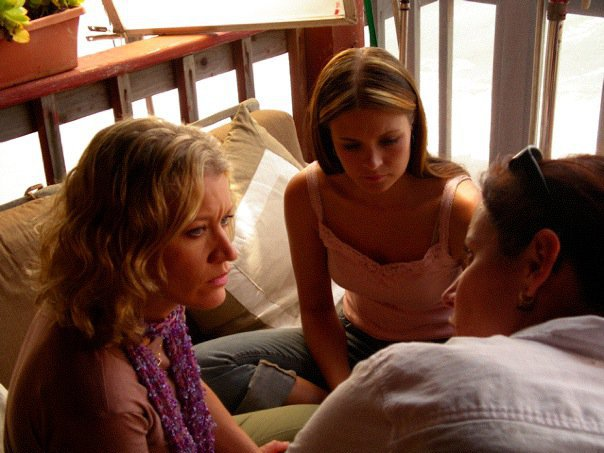
Erin Kelly (centro) junto a Diane Gaidry (izquierda).

Erin Kelly (n. 21 de agosto de 1981) es una actriz estadounidense. Se hizo conocida por interpretar el papel de Annabel Tillman en "Loving Annabelle" dirigida por Katherine Brooks en el año 2006.

## Biografía
Nació en Point Loma (San Diego estado de California, Estados Unidos). Trabajó en cine, teatro y televisión.

## Filmografía
| Año  | Película                  | Rol       |
| ---- | ------------------------- | --------- |
| 2004 | Finding Kate              | Kate      |
| 2006 | Loving Annabelle          | Annabelle |
| 2010 | Waking Madison            | Grace     |
| 2013 | Girltrash: All Night Long | Candance  |